# Kagran
Kagran [kaˈgraːn] war bis 1904 eine eigenständige Gemeinde und ist heute ein Stadtteil Wiens im 22. Wiener Gemeindebezirk, der Donaustadt sowie eine der 89 Wiener Katastralgemeinden. Ein kleiner Teil von Kagran liegt im 21. Gemeindebezirk, Floridsdorf.

## Geographie

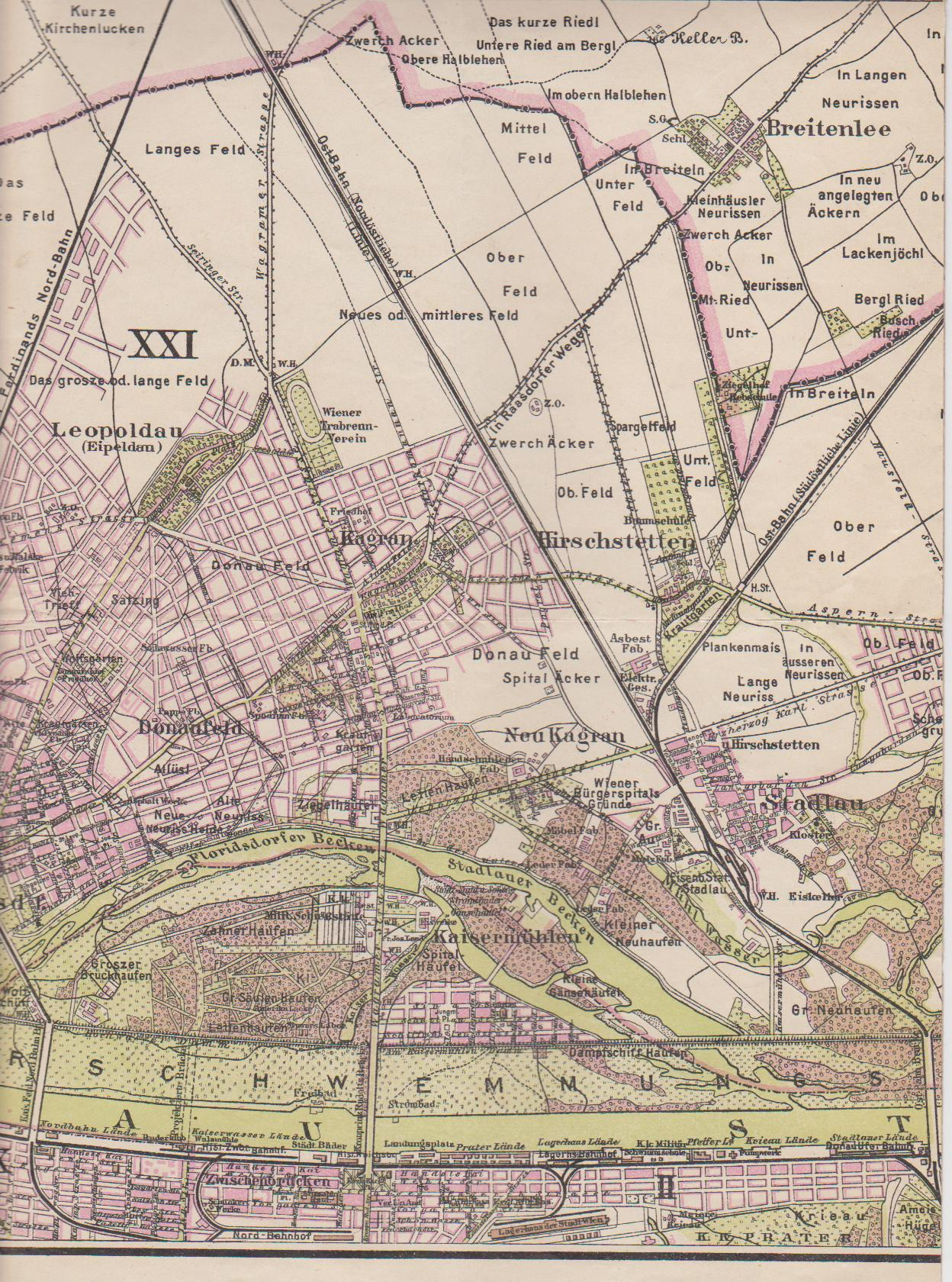
Kagran und seine Nachbarorte auf einem Stadtplan aus dem Jahr 1912

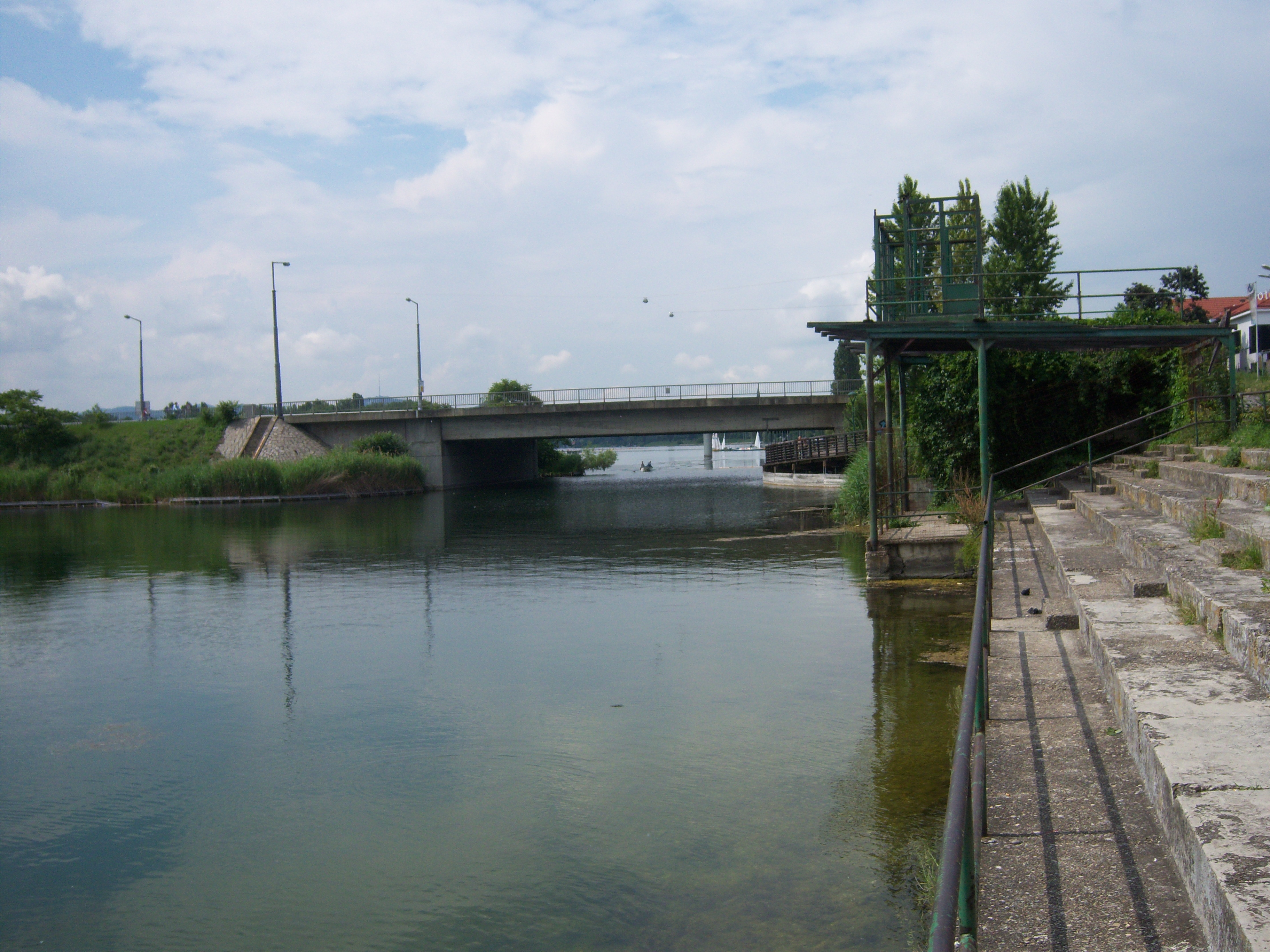
Die Kagraner Brücke über die Alte Donau verbindet Kagran mit Kaisermühlen

Kagran grenzt im Osten an Breitenlee und Hirschstetten, im Süden an Kaisermühlen und Stadlau, im Westen an Leopoldau und Donaufeld und im Norden an Süßenbrunn und die niederösterreichische Stadt Gerasdorf bei Wien. Die Katastralgemeinde erstreckt sich über ein Gebiet von 1078,87 ha, wovon 5,17 ha im Gebiet des Gemeindebezirks Floridsdorf liegen.
Der alte Ortskern am Kagraner Platz ist von der Stadt Wien als bauliche Schutzzone ausgewiesen, ebenso wie die älteren Gebäude an der Wagramer Straße (Kagraner Pfarrkirche, Bebauung aus der Zeit um 1910).

## Geschichte
Urkundlich wurde Kagran erstmals 1199 als Chagaran erwähnt, welches sich vom verwandten Wagram ableitet. Als „Wogenrand der Donau“ bezeichnete dieser Name diesen Ortsteil aus Zeiten vor der Donauregulierung. Aus der Zeit 1785–1821 stammen satirische Beobachtungen unter dem Titel Briefe eines Eipeldauers an seinen Herrn Vetter in Kakran über d’Wienstadt (Eipeldau ist der historische Name des nordwestlichen Nachbardorfs Leopoldau). Seit 1886 wurde Kagran von der Dampftramwaylinie Augartenbrücke–Floridsdorf–Kagran–Groß-Enzersdorf bedient; die Strecke Floridsdorf–Kagran wird heute von den Straßenbahnlinien 25 und 26 benutzt.
1904/05 wurde Kagran als Teil des neuen 21. Wiener Gemeindebezirks, Floridsdorf, nach Wien eingemeindet. Im Roten Wien wurden Gemeindebauten und städtische Siedlungen errichtet, unter anderem gleich südlich des Ortskerns die Freihofsiedlung, die größte Siedlungsanlage aus dieser Zeit. Zwischen 1940 und 1945 wurden auf dem Schießplatz Kagran Hinrichtungen durch Erschießen durchgeführt. Seit 1954 bildet Kagran mit sieben weiteren Ortschaften den 22. Bezirk, Donaustadt. Kagran blieb lange Zeit dörflich, doch in den 1970er Jahren wurden nordöstlich des historischen Dorfkerns auf den Trabrenngründen große Wohnhausanlagen der Gemeinde Wien errichtet, in Neukagran das Donauzentrum, Wiens größtes Einkaufszentrum.
Ein Strandabschnitt an der in den 1970er und 1980er Jahren entstandenen Neuen Donau, eines speziell bei Hochwasser wichtigen Begleitarms der Donau in Wien, erhielt von Medien, später auch von der Stadtverwaltung den Namen Copa Cagrana. Seit Beginn des Umbaus Anfang 2018 nennt die Stadtverwaltung das Areal Copa Beach.

## Verkehr

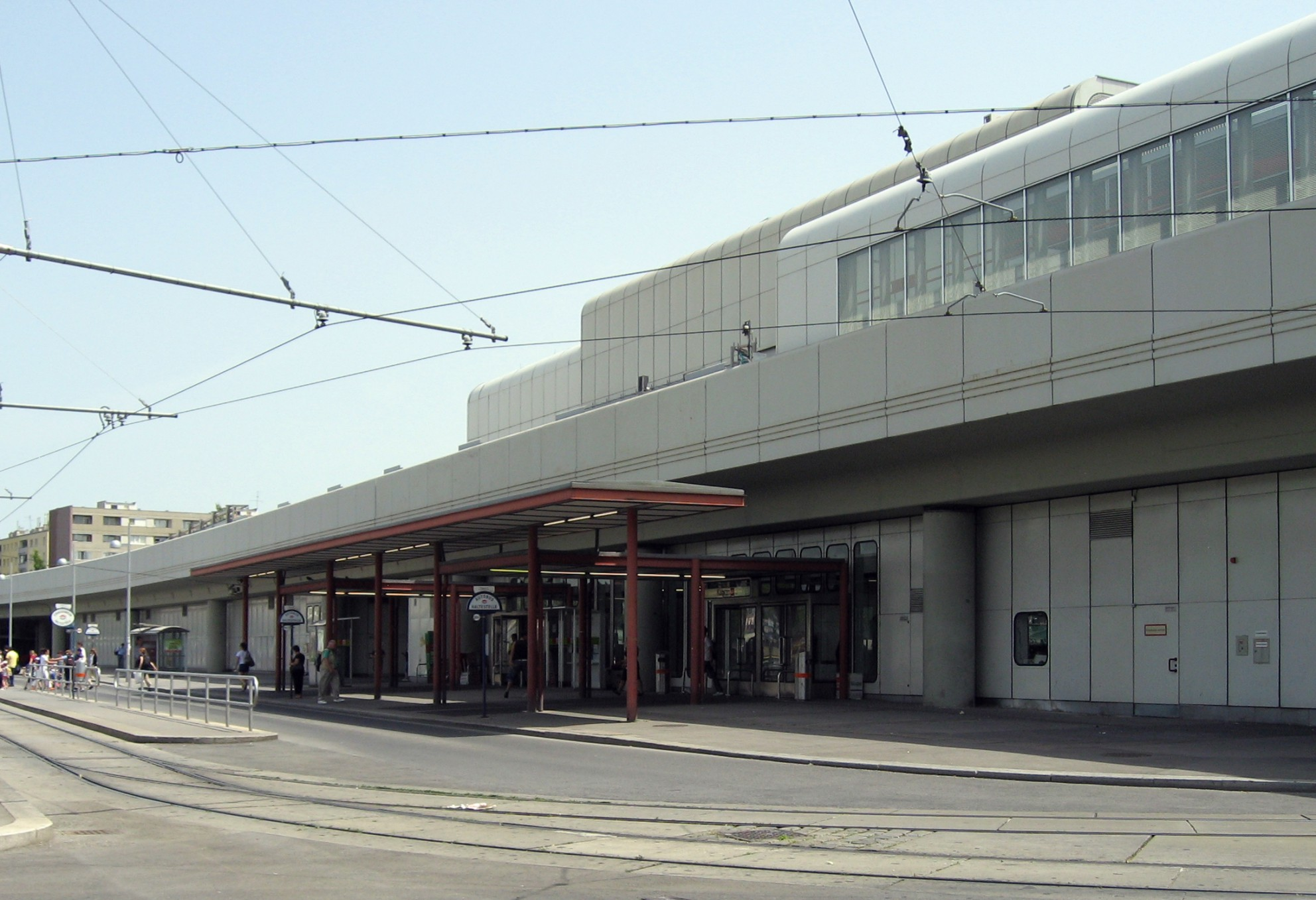
Die U-Bahn-Station Kagran

Heute ist dieser Bezirksteil durch die U-Bahn-Station Kagran, das Donauzentrum und die gute Anbindung an verschiedene Autobahnen Knotenpunkt der Donaustadt. Seit dem 2. September 2006 fährt die U-Bahn-Linie U1 bis nach Leopoldau, und Kagran bekam mit den Stationen Kagraner Platz und Rennbahnweg zwei weitere U-Bahn-Stationen. Heutzutage fahren die Wiener Buslinien 25A und 94A großteils in Kagran.

## Wappen
Der heilige Georg repräsentiert auf dem Gemeindewappen als Drachentöter (mit goldener Rüstung und silbernem Pferd und geschlagenem Drachen am Rücken liegend) in der Mitte der acht Teilfelder der ursprünglichen acht Marchfeldgemeinden dieses ehemalige Angerndorf. Heute noch ist der heilige Georg der Kirchenpatron der Kagraner Pfarre.

## Pfarrkirche Hl. Georg

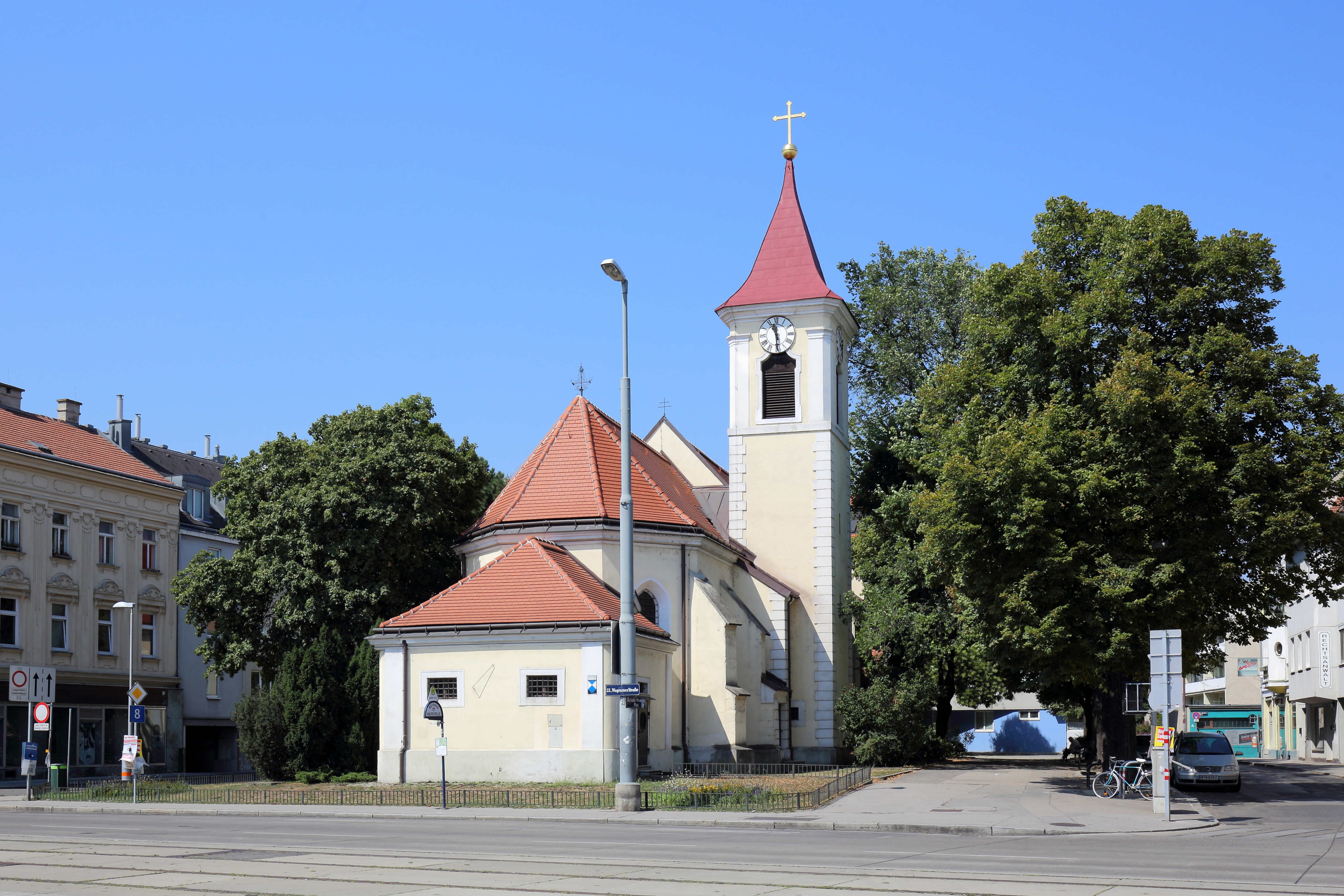
Pfarrkirche Hl. Georg
am St.-Wendelin-Platz

Die Kirche ist bereits im 15. Jahrhundert als einschiffige Dorfkirche nachweisbar. Der gotische Chor wurde 1438 errichtet und 1642 erfolgte eine Erweiterung des Langhauses. Der Turm mit Ortsteingliederung ist im Kern ebenfalls gotisch, Glockengeschoß und Spitzhelm sind aus dem 17. Jahrhundert. Um die Kirche befand sich der ursprüngliche Kagraner Friedhof, dieser wurde 1890 gesperrt und 1902 aufgelassen. Die Einrichtung stammt größtenteils aus dem 18. Jahrhundert.